# Вигляд убивці
«Вигляд вбивці» (англ. Killer Image) — канадський трилер.

## Сюжет
25-річний фотограф Макс Олівер стає володарем знімків, компрометуючих сенатора Джона Кейна. З цього моменту його життя перетворюється в кошмарний клубок інтриг і вбивств.

## У ролях
- Майкл Айронсайд — Лютер Кейн
- М. Еммет Волш — Джон Кейн
- Джон Пайпер-Фергюсон — Макс Олівер
- Кріста Ерріксон — Шеллі
- Пол Остін — Рік Олівер
- Чантелл Дженкінс — Лорі
- Крісті Бейкер — Керрі
- Барбара Гаджевська — Стейсі
- Джоель Стюарт — лідер панк
- Джек Екройд — п'яний
- Деріл Шаттлворф — поліцейський 1
- Брайан Мартелл — поліцейський 2
- Дуейн Піс — поліцейський 3
- Ненсі Вайт — місіс Кейсі
- Аль Дуерр — мер
- Ларрі Дей — репортер
- Стівен Мерчант — Кірк
- Кен Форд — Том
- Дон Спіно — Хеклер
- Александр Лардж — маленький Макс
- Джеффрі Лардж — маленький Рік
- Майкл Кевіс — папарацці
- Дерек Ханна — папарацці
- Кен Лічфілд — папарацці
- Грег Дорен — особистий охоронець